# Doktor
Den här artikeln handlar om den akademiska titeln doktor. Se även läkare.

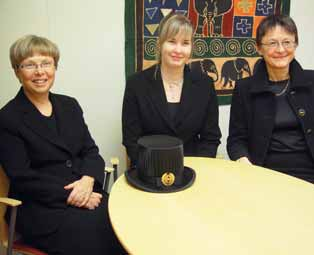
I Finland närvarar alltid minst tre personer under en disputation. Här syns från vänster till höger kustos, som leder akten, respondent eller disputanden (som vill bli doktor) och opponent, som granskar avhandlingen; bilden tagen efter en disputation vid Tammerfors tekniska universitet. På bordet kustos' doktorshatt.

Doktor, dr, är en titel som tilldelas den som har avlagt doktorsgrad, senare doktorsexamen vid ett universitet eller en högskola. Det är även ett vardagligt men oegentligt tilltal på person som avlagt läkarexamen. Ordet kommer från latinets doctor, som betyder lärare (av verbet docere, att lära).
Att doktorera innebär att bedriva studier och forskning som är avsedda att leda till en doktorsexamen. Under tiden är man doktorand. Att disputera innebär att doktoranden, här kallad respondent, försvarar sin doktorsavhandling inför en opponent och en betygsnämnd. När avhandlingen har godkänts är doktoranden disputerad och därmed, under förutsättning att även övriga examinationsmoment på forskarutbildningen är godkända, doktor.

## Historia

### Världen
Ursprunget till doktorstiteln går tillbaka till bruket att inom katolska kyrkan utse lärare (lat. doctores) att undervisa i kyrkorätt. De första fyra att erhålla denna titel var Gregorius den Store, Ambrosius av Milano, Augustinus och Hieronymus (de är därför ofta refererade till som "de fyra doktorerna") som alla levde och verkade på 300-400-talet. Titeln doktor kunde dock användas synonymt med dominus eller magister vilket alla går tillbaka på latinska översättningar av de bibliska orden (hebreiska och grekiska) ord för "lärare", "skriftlärd" eller "domare". (Jämför tex. de judiska titlarna doctor gemaricus och doctor mischnicus för laglärda i judisk lag eller för den delen med Islams s.k. ijazat attadris wa 'l-ifttd ("man med rätt att undervisa och uttolka (den islamska) lagen"), en titel i  madrasah-skolorna på 800-talet).
Under medeltiden kom dock titeln doctor att få ett mer distinkt bruk vid universiteten och utökades från att gälla kyrko- och civil-rätt (doctores decretorum och doctores legum) till att även omfatta andra discipliner: medicin, matematik, grammatik, logik och filosofi.
Doktorsgraden var först en grad, inte en examen, som tilldelades tongivande och väletablerade vetenskapsmän och lärare vid universiteten. Detta kom dock att ändras i takt med att den hierarkiska och akademiska strukturen vid universiteten utvecklades och det finns belägg för att Italienska universitet redan på 1200-talet hade en ceremoni för att avlägga doktorsexamen som innebar ett fem till åtta års studier (som kunde påbörjas vid en ålder av fjorton år) därefter ett ceremoniellt förhör av doktoranden med påföljande publik föreläsning av densamme. Under 16- och 17-hundratalen kom doktorsexamen vid tyska universitet att erhållas efter fullbordade av vissa akademiska kurser och ett framgångsrikt författande och försvar av en avhandling innehållande ny forskning inom doktorandens disciplin. Denna modell spred sig även till USA (universitet i Yale) som 1861 anammade de Europeiska universitetens kriterier och dessa utgör idag grundkriterierna för i princip alla världens länder och universitet för hur en doktorsgrad kan erhållas. 

### Sverige
Redan tidigt uppkom vid universiteten seden att benämna dem som förvärvat godkända insikter i "de sju fria konsterna" artium liberalium magister eller magister. Benämningen kvarstod för de som avlagt den högsta examen vid filosofisk fakultet och offentligt försvarat en avhandling.  
För att promoveras krävdes att man först disputerat för övnings skull (pro exercitio) och sedan disputerat för att erhålla graden (pro gradu). Magisterpromotionen skedde med högtidliga formaliteter. Ordet magister blev i Sverige och Finland en allmänt använd titel för "lärare," därför att magistrarna vanligen erhöll rätt att föreläsa och undervisa och därför att chefen i medeltidens klosterskolor kallades magister scholarum.
Vid promotionen i Uppsala 1863 ersattes magistergraden med en filosofie doktorsgrad, varefter denna ceremoni, även i Lund, benämndes filosofie doktorspromotion. Graden var en förutsättning för att få undervisa. För att erhålla doktorsgrad vid en fakultet fordrades att ha avlagt licentiatexamen vid fakulteten (från 1907 även vid filosofisk fakultet) samt att ha författat, utgett och vid offentlig disputation försvarat en vetenskaplig avhandling, som till både innehåll och försvar godkänts, i ett ämne som stod i samband med de genom licentiatexamen vitsordade studierna. Godkännandet skedde efter omröstning i hela fakulteten och skedde genom graderade betyg på en tregradig skala, i förekommande fall med halvsteg. 
Fram till 1900-talets början utdelades teologie doktorsgraden av konungen som ett hedersvedermäle. Detta skedde ofta i samband med en större tilldragelse, som en kröning eller en jubelfest. Från 1900-talets början utdelas titeln teologie doktor på grundval av disputationen. Doktorsgraden har sedan 1969 i Sverige ersatts av doktorsexamen, men doktor kvarstår som titel på dem som avlagt denna examen.

## Hedersdoktor
Hedersdoktor, doctor honoris causa (dr h.c.) är en hedersbetygelse och inte en examen.

## Jubeldoktor
Jubeldoktor, doctor jubilaris, är en hederstitel som erhålls i Sverige 50 år efter det att en doktorand promoverats till doktor.

## Danmark
Danmark har ett system efter grundutbildning (master, kandidat, 5–6 år) med ph.d. (”den lille doktorgrad”), vilken är tre års forskarutbildning och försvar av en avhandling men inte ger titeln doktor. Därefter har man doktorgraden (”den højere doktorgrad”). Den högre doktorsgraden saknar motsvarighet i exempelvis Bolognaprocessen, men finns bland annat i Storbritannien och motsvarar habilitation i Tyskland och andra länder.

## Finland
Doktorsexamen förutsätter fortsatta studier efter magisterexamen (som i sig inte är en formell förutsättning), samt en avhandling som antingen kan bestå av ett förord och tidigare publicerade vetenskapliga artiklar eller en helt för ändamålet skriven avhandling. Det förra är numera betydligt vanligare. Förut var det vanligt att forskarstuderande först tog licentiatexamen och sedan fortsatte som doktorand, numera är licentiatexamen mer ovanlig.
Fakultetsrådet utser en eller flera opponenter som granskar doktorsavhandlingen. Under disputationen går opponenten genom avhandlingen, kommenterar den och ställer frågor om den till disputanden (respondenten). Kustos leder själva disputationen och tillhör respondentens lärosäte. Efter disputationstillfället skriver opponenten ett yttrande som används vid fakultetsrådets beslut om respondentens betyg.
Efter doktorsexamen kan doktorn delta i en promotion, där insignier för doktorsexamen utdelas (hatt, eventuell värja etc.). Vid promotionen promoveras vid sidan av dessa "unga doktorer" även hedersdoktorer (doctores honoris causa) och jubeldoktorer.
Beroende på ämnesområdet har doktorn olika titlar på samma sätt som för licentiatexamen: politices doktor är en doktorsexamen som avläggs vid statsvetenskaplig, medicine doktor vid medicinsk, teologie doktor vid teologisk, filosofie doktor vid humanistisk och naturvetenskaplig, teknologie vid teknologisk fakultet.

## Norge
I Norge finns huvudsakligen samma grader som i Danmark.
Både Danmark och Norge hade tidigare licentiat- och magistergrader, som även var forskarutbildningar på ungefär samma nivå som Ph.D.

## Nordamerika
I USA och Kanada finns två sorters doktorsgrader:
- yrkesexamen, som exempelvis Medical Doctor ("medicine doktor", M.D.) eller Doctor of Dental Surgery ("doktor i tandkirurgi", D.D.S.). Dessa är inte disputerade forskare, utan motsvarar oftast 4 års läkarutbildning, oftast föregånget av 4 års kandidatexamen som inte behöver vara inom ett medicinskt område. M.D. motsvarar således läkarexamen. På motsvarande sätt erhålls examen Pharmacy doctor (Pharm.D.) efter den treåriga farmaciutbildningen som följer efter en fyraårig kandidatexamen. Pharm.D. kan alltså sägas motsvara ungefär en apotekarexamen. Samma gäller för Juris Doctor (J.D.) efter den treåriga juristutbildningen som följer efter en fyraårig kandidatexamen. J.D. kan alltså sägas motsvara ungefär en jur. kand.

- forskarexamen, vilken är en doktorsexamen med disputation och promotion, som exempelvis:
  - Ph.D. ("filosofie doktor"), där ämnesområdet ibland läggs till, exempelvis Doctor of Philosophy in Chemistry (Ph.D. Chemistry). En del universitet skriver också doktorsexamen DPhil.
  - D.Sc. eller Sc.D. (Doctor of Science), ibland med tillägg av ämnesområdet, är normalt likvärdigt med PhD., men återspeglar ibland att vidare kvalificerade forskningsarbeten genomförts efter en grundläggande doktorsexamen såsom Ph.D. Denna senare tillämpning är jämförbar med svensk docentur.
  - Doktorsexamen i vissa studieinriktningar som inte leder till en Ph.D., exempelvis Doctor of Business Administration (D.B.A.).
  - Inom teologi förekommer ytterligare en titel som är en tjänstegrad och en hedersbetygelse, Doctor (of) Divinity (DD).

Den angloamerikanska doktorstiteln skrivs efter namnet, alltså "Nicholas Negroponte, Ph.D.". Det är också vanligt att man istället skriver Dr. före namnet, men då utan Ph.D.

## Tyskland
I Tyskland namnges doktorsexamina efter fakultets- eller ämnesområdet, med en förkortning som är skapad efter endera det latinska eller tyskspråkiga begreppet. Exempelvis betecknas en doktorsexamen i naturvetenskap Dr. rer. nat. (efter rerum naturalis) medan en doktorsexamen i ingenjörsvetenskap betecknas Dr.-Ing. (Doktor-Ingenieur). Titulaturen Dr. habil. för en person som först avlagt doktorsexamen och därefter fått en avhandling av motsvarande omfattning godkänd, så kallad Habilitation. Därigenom uppnås docentkompetens, vilket även vanligen är ett krav för att senare kunna bli professor. 
Dr. Dr. används när någon avlagt doktorsexamina vid två skilda fakulteter, till exempel juridisk och filosofisk fakultet. Denna dubbla titulering är begränsad till Tyskland.

## Sverige

### Doktorsexamen
För doktorsexamen fordras i Sverige en doktorsavhandling om minst 120 högskolepoäng, som försvarats vid en offentlig disputation samt en avklarad forskarutbildning om 240 högskolepoäng (inklusive avhandlingen) inom ett ämne för utbildning på forskarnivå. Kraven på kurspoäng kan variera, men ligger ofta runt 60 högskolepoäng.
Godkännandet sker efter disputationen genom en i varje enskilt fall tillsatt betygsnämnd. Denna betygsnämnd består vanligen av tre personer som skall vara välmeriterade forskare (professorer eller docenter). Endast betygen "godkänd" respektive "icke godkänd" används idag. Inom vissa fakulteter förekommer licentiatexamen som en sorts halvvägs-examen.

### Doktorspromotion
Doktorspromotion är den akademiska ceremoni då insignier för doktorsexamen (tidigare doktorsgrad) utdelas: diplom, doktorshatt eller lagerkrans och doktorsring. Vid promotionen promoveras doktorer efter avlagda prov (doctores juvenes/unga doktorer) och ibland även hedersdoktorer (doctores honoris causa) och jubeldoktorer.

### Doktorstiteln i Sverige
I Sverige utfärdas doktorsexamina i titlar efter fakultetstillhörighet. Den engelskspråkiga motsvarigheten till samtliga är PhD (Philosophiae Doctor). Språkrådet rekommenderar att förkortningar av dessa skrivs utan mellanslag, där doktor skrivs utan punkt (fil.dr), och kandidat (kand.), magister (mag.) och licentiat (lic.) förkortas med punkt.
Titel (Språkrådets rekommendation för förkortning, följd av tidigare förkortning), införandeår:
- Agronomie doktor (agr.dr, AgrD), 1942[8]
- Ekonomie doktor (ekon.dr, ED), 1946[8]
- Farmacie doktor (farm.dr, FarmD), 1954[8]
- Filosofie doktor (fil.dr, FD)
- Juris doktor (jur.dr, JD)
- Konstnärlig doktor, 2010
- Medicine doktor (med.dr, MD)
- Doktor i medicinsk vetenskap (dr med.vet.)
- Odontologie doktor (odont.dr, OD), 1950[8]
- Skoglig doktor (skog.dr, SkogD), 1950[8]
- Teknologie doktor (tekn.dr, TeknD), 1927[9]
- Teologie doktor (teol.dr, TD)
- Veterinärmedicine doktor (vet.med.dr, VMD), 1935[8]

Med fakultetstillhörighet avses normalt fältet för doktorandens grundexamen. Till exempel så kan alltså en läkarutbildad person erhålla en medicine doktorsexamen även om disputationen sker till exempel vid en teknisk högskola. I vissa fall kan doktoranden också välja vilken examensbenämning han/hon vill ha; till exempel så kan normalt en ekonom välja mellan en ekonomie doktorsexamen och den mer generella samhällsvetenskapliga filosofie doktorsexamen.

### Disputerade i Sverige
Under de 28 åren 1980–2007 disputerade i Sverige 44 715 personer under 60 år, vilket i medeltal blir 1600 personer per år. I början av 1980-talet fanns 13 000 aktiva doktorander varav 70 % män, vilket 2009 hade ökat till 17 200 varav 50 % män. Könsfördelningen hos de disputerade varierar dock mellan ämnena (2009), från 70 % män inom teknik till 37 % män inom medicin.
Under de 18 åren 1980–1997 disputerade i Sverige 14 869 män och 5 371 kvinnor under 60 år, totalt 20 240 personer eller i medeltal 1124 per år, varav 73,5 % män. Dessa fördelar sig som följer på olika ämnesområden.
| Disputerade per ämne, i Sverige 1980–1997 | Kvinnor | Män    | Andel män | Andel kvinnor |
| ----------------------------------------- | ------- | ------ | --------- | ------------- |
| Humaniora                                 | 723     | 1 134  | 61,1 %    | 38,9 %        |
| Samhällsvetenskap                         | 747     | 1 676  | 69,2 %    | 30,8 %        |
| Naturvetenskap                            | 1 097   | 3 702  | 77,1 %    | 22,9 %        |
| Teknikvetenskap                           | 435     | 2 816  | 86,6 %    | 13,4 %        |
| Medicin                                   | 2 061   | 4 969  | 70,7 %    | 29,3 %        |
| Lantbruksvetenskap                        | 211     | 485    | 69,7 %    | 30,3 %        |
| Övriga forskningsområden                  | 97      | 87     | 47,3 %    | 52,7 %        |
| Totalt                                    | 5 371   | 14 869 | 73,5 %    | 26,5 %        |

Under 2000–2003 disputerade i Sverige 5 570 män och 4 017 kvinnor under 60 år, totalt 9 587 personer eller i medeltal 2400 per år, varav 52 % män. Medianåldern vid disputationen låg för båda könen i intervallet 35–39 år, men var något lägre för männen. Åldersskillnaden förklaras delvis av att doktorandstudierna för båda könen tar längre tid inom medicin, där männen utgör en mindre andel.